# Physical (chanson de Dua Lipa)
Pour les articles homonymes, voir Physical.
Singles de Dua Lipa
Don't Start Now
(2019) Break My Heart
(2020)
Clip vidéo
[vidéo] « Physical », sur YouTube
Physical est une chanson de Dua Lipa sortie le 31 janvier 2020. Il s'agit du deuxième single extrait de son deuxième album studio Future Nostalgia. La chanson a été écrite par Dua Lipa, Sarah Hudson, Clarence Coffee Jr et Jason Evigan. Il est sorti le 31 janvier 2020 via Warner Records sur les plateformes numériques du monde et la radio à succès contemporaine au Royaume-Uni. Les paroles de la chanson décrivent l'exaltation vécue dans une relation, interpolant les paroles chanson du même nom d'Olivia Newton-John de 1981.
Physical est une chanson synth-pop aux influences des années 1980 et du disco. À sa sortie, la chanson a reçu des éloges de la critique et a été félicitée pour son caractère accrocheur et sa production. Physical a également connu un succès commercial, atteignant le top 40 dans la plupart des territoires dans lesquels elle figurait. Au Royaume-Uni, la chanson a atteint le numéro 11, devenant le dixième top 20 de Dua Lipa. Il est également devenu sa neuvième chanson à figurer dans Billboard Hot 100.
Le clip vidéo a été mise en ligne sur la chaîne YouTube officielle de Dua Lipa le 31 janvier 2020. Il a été filmé à Barcelone, en Espagne par Lope Serrano et dépeint Lipa dansant dans un ensemble, contenant diverses sections codées par couleur et des visuels animés. Le clip est basé sur Order and Cleanhness (1981), un schéma conceptuel des artistes suisses Peter Fischli et David Weiss. Il a été salué par la critique pour sa signification cachée et ses visuels colorés.

## Contexte et promotion
En novembre 2019, Dua Lipa a sorti Don't Start Now en tant que premier single de son deuxième album studio à venir, Future Nostalgia (2020). La chanson a atteint un succès à la fois critique et commercial, devenant sa septième entrée dans le top 10 du UK Singles Chart et la deuxième entrée dans le top 10 du Billboard Hot 100. Le mois suivant, la chanson titre de l'album est sortie en single promotionnel pour succès critique.
Le 20 janvier 2020, elle a publié les premiers teasers de Physical sur les réseaux sociaux, notamment des tweets disant « remember the signs... » («souvenez-vous des signes») et « another day closer » («un autre jour plus près»). Des photos de son clip ont été publiées les jours suivants, accompagnées des paroles de la chanson. La pochette officielle et la date de sortie ont été officiellement annoncées le 24 janvier.

## Composition
Physical a été écrit par Sarah Hudson, Clarence Coffee Jr, son producteur Jason Evigan et Dua Lipa. Produit par Jason Evigan et Koz, la chanson dure trois minutes et quatorze secondes. Musicalement, Physical est une chanson pop, electropop et synth-pop aux influences disco des années 1980. Selon la partition de la chanson publiée sur Musicnotes.com par Sony / ATV Music Publishing, Physical est composé dans la tonalité de la mineur et suit un mid-tempo de 148 battements par minute. La gamme vocale de Dua Lipa s'étend de la tonalité de E3 à D5.
Rania Aniftos de Billboard a décrit la chanson comme « un amour hors du commun pour un rythme techno accrocheur ». Dua Lipa elle-même a décrit Physical comme une chanson « inspirée des années 80 et assez Flashdance-esque ». Elle interpole également les paroles de la chanson du même nom d'Olivia Newton-John sortie en 1981, Dua Lipa chantant au refrain : « All night I'll riot with you / I know you got my back and you know I got you / So come on, come on, come on / Let's get physical ».

## Pochette
La pochette du single Physical a été révélée sur les comptes officiels de médias sociaux de Dua Lipa le 24 janvier. Elle représente Dua Lipa positionnée de manière déformée, posant avec un bras sur le sol et l'autre près de sa bouche. Sa tenue se compose d'une «robe noire à manches longues» et de «cuissardes», toutes deux arborant un motif imprimé animal doré. Fabio Magnocavallo du site d'actualités Inquisitr a complimenté son «maquillage pour les yeux jaune fluo» et ses «longs [...] ongles en acrylique incroyables».

## Réception critique
La chanson a été acclamée par la critique musicale. Cerys Kenneally du magazine en ligne The Line of Best Fit a fait l'éloge de la chanson pour être un «nouveau banger puissant». De même, Althea Legaspi du Rolling Stone a décrit Physical comme étant «prête à être jouée en discothèque», commentant que Dua Lipa a imité «les sentiments d'Olivia Newton-John dans sa chanson du même nom de 1981». James Rettig de Stereogum a également noté la ressemblance des paroles avec la chanson d'Olivia Newton-John, affirmant que «la chanson rappelle directement la chanson pop intitulée Physical la plus célèbre, car avec quoi d'autre suivriez-vous [les paroles] «Let's get» ?.

## Clip musical

### Développement et publication
Le clip vidéo d'accompagnement de Physical a été tourné à Barcelone, en Espagne. Il a été réalisé par Lope Serrano, qui a travaillé aux côtés de Nicolás Méndez sous la société de production Canada. La vidéo était basée sur Order and Cleanliness (1981), un schéma conceptuel des artistes suisses Peter Fischli et David Weiss contenant quatre principaux concepts universels ; l'être humain, émotions, animaux et matière. Serrano a incorporé les concepts dans la vidéo, en les faisant correspondre avec les couleurs primaires et en les croisant dans les scènes. Kaylie Ramirez du journal indépendant bostonien The Heights (en) a commenté que la vidéo «a tous les éléments d'un défilé de mode». Serrano a félicité Dua Lipa pour «être ouvert à explorer un concept et à le presser sans limites».
Une aguiche, également réalisée par Serrano, a été publié avant la première vidéo. Dans l'aguiche, Lipa résout un cube de Rubik tout en regardant par la fenêtre d'un appartement, rapporté par Brian O'Flynn d'i-D comme une «allégorie pour rassembler toutes les catégories de couleurs en harmonie». Le clip a été diffusé sur la chaîne YouTube officielle de Dua Lipa le 31 janvier 2020. Une version de réalisateur a été diffusée le 21 février 2020, mélangeant à la fois la vidéo et l'aguiche.

### Synopsis et analyse
La vidéo commence avec Dua Lipa interagissant avec un danseur masculin en face d'elle, tirant son cœur hors de sa poitrine dans une animation de style anime. Ils se produisent ensuite aux côtés d'autres danseurs, se déplaçant à travers une série de sections catégorisées colorées: rouge, jaune, bleu, vert et arc-en-ciel. Chaque danseur porte des vêtements contenant des slogans en relation avec ces sections: des termes tels que «soupape», «bougie d'allumage» et «limousine» sont perçus là où les catégories «être humain» et «matière» se croisent. Des références à la section «animaux» sont faites, avec les mots «kangourou», «poisson», «fuet» et «hot dog». Lipa porte un débardeur conçu par Helmut Lang et un jean coupe droite, qui changent tous les deux de couleur dans la vidéo. Lipa poursuit également un oiseau animé dans diverses scènes, un élément que les commentaires i-D pourraient être «alternativement compris comme l'amour ou le sexe étonnant». Elle est également vue allongée dans une voiture bleue à divers moments de la vidéo, ainsi que du patin à roues alignées sur une plaque de sol rotative jaune.
La vidéo se termine avec les danseurs affluant au milieu d'une scène et entourant Dua Lipa, qui porte une robe noire conçue par Yves Saint Laurent. Selon son directeur Serrano, la scène représente un orgasme, ajoutant qu'il forme le «noyau de la carte» et est le «centre d'existence».

### Accueil
Bianca Betancourt de Harper's Bazaar a décrit la vidéo comme un «rêve de danse technicolor total», complimentant la correspondance entre les visuels et la musique. Kyle Munzenrieder du W Magazine a comparé la vidéo à celles de Biology de Girls Aloud et de Say My Name de Destiny's Child, notant les similitudes entre les pièces codées par couleur et les ensembles de déménagement. Il a conclu que la vidéo est un «kaléidoscope de la fin des années 1990 et du début des années 2000, des signifiants de clips vidéo mijotés jusqu'à leur essence». Kaylie Ramirez de The Heights a déclaré qu'elle «élève la norme pour les clips de la pop», saluant ses «superbes graphismes de style anime» et les «éléments fantaisistes» de l'ensemble.

## Mark Ronson Remix
Singles par Dua Lipa
Love Again
(2021)
Singles par Gwen Stefani
Slow Clap
(2021)
Un remix de "Physical" de Mark Ronson, mettant en vedette Gwen Stefani, est inclus dans l'album de remix créé par DJ Mix of Lipa and The Blessed Madonna, Club Future Nostalgia, sorti le 28 août 2020, tandis que la version non mélangée est sortie le 11 septembre 2020, ainsi que l'édition standard de l'album. Le 2 juillet 2021, il a été envoyé à la radio française en tant que deuxième single du remix-album de Lipa et plus tard inclus sur le cinquième album studio de Stefani.[réf. nécessaire]

### Contexte et version
Après avoir été contactée pour un extrait de "Hollaback Girl" sur le remix de "Hallucinate" de Mr. Fingers, Stefani a exprimé son désir de figurer sur l'album. Ronson et The Blessed Madonna ont rapidement incorporé une place pour elle sur "Physical" peu de temps après.

## Classements et certifications

### Classements hebdomadaires
| Classement (2020—2021)                  | Meilleure position |
| --------------------------------------- | ------------------ |
| Allemagne (GfK Entertainment)           | 14                 |
| Argentine (Argentina Hot 100)           | 89                 |
| Argentine (Monitor Latino)              | 18                 |
| Australie (ARIA)                        | 9                  |
| Autriche (Ö3 Austria Top 40)            | 13                 |
| Belgique (Flandre Ultratop 50 Singles)  | 3                  |
| Belgique (Flandre Ultratop 50 Airplay)  | 5                  |
| Belgique (Wallonie Ultratop 50 Singles) | 2                  |
| Belgique (Wallonie Ultratop 50 Airplay) | 10                 |
| Bolivie (Monitor Latino)                | 10                 |
| Bulgarie (PROPHON)                      | 1                  |
| Canada (Hot 100)                        | 54                 |
| Canada (Digital Songs)                  | 28                 |
| CEI (Tophit)                            | 9                  |
| Chili (Monitor Latino)                  | 12                 |
| Colombie (National-Report)              | 85                 |
| Corée du Sud (Gaon)                     | 127                |
| Croatie (HRT)                           | 1                  |
| Écosse (OCC)                            | 3                  |
| Équateur (National-Report)              | 27                 |
| Espagne (PROMUSICAE)                    | 24                 |
| États-Unis (Hot 100)                    | 60                 |
| États-Unis (Digital Songs)              | 24                 |
| États-Unis (Dance Club Songs)           | 20                 |
| États-Unis (Streaming Songs)            | 46                 |
| États-Unis (Rolling Stone Top 100)      | 38                 |
| Europe (Euro Digital Songs)             | 3                  |
| Finlande (Suomen virallinen lista)      | 8                  |
| France (SNEP)                           | 34                 |
| France (SNEP Ventes)                    | 9                  |
| France (SNEP Radio)                     | 41                 |
| Grèce (IFPI)                            | 9                  |
| Hongrie (Rádiós Top 40)                 | 32                 |
| Hongrie (Single Top 40)                 | 3                  |
| Hongrie (Stream Top 40)                 | 7                  |
| Irlande (IRMA)                          | 2                  |
| Israël (Media Forest)                   | 1                  |
| Italie (FIMI)                           | 18                 |
| Liban (OLT20)                           | 1                  |
| Lituanie (AGATA)                        | 6                  |
| Mexique (Mexico Airplay)                | 8                  |
| Mexique (Mexico Inglés Airplay)         | 1                  |
| Norvège (VG-lista)                      | 21                 |
| Nouvelle-Zélande (RMNZ)                 | 16                 |
| Pays-Bas (Nederlandse Top 40)           | 4                  |
| Pays-Bas (Single Top 100)               | 15                 |
| Pologne (ZPAV)                          | 3                  |
| Portugal (AFP)                          | 24                 |
| Roumanie (Airplay 100)                  | 6                  |
| Royaume-Uni (UK Singles Chart)          | 3                  |
| Russie (Tophit Airplay)                 | 7                  |
| Salvador (Monitor Latino)               | 19                 |
| Slovaquie (IFPI Rádio)                  | 14                 |
| Slovaquie (IFPI Singles Digitál)        | 10                 |
| Slovénie (SloTop50)                     | 5                  |
| Suède (Sverigetopplistan)               | 42                 |
| Suisse (Schweizer Hitparade)            | 15                 |
| Suisse (Charts Romandie)                | 13                 |
| Tchéquie (IFPI Rádio)                   | 31                 |
| Tchéquie (IFPI Singles Digitál)         | 13                 |

| Classement (2020—2021)         | Meilleure position |
| ------------------------------ | ------------------ |
| France (SNEP)                  | 116                |
| New Zealand Hot Singles (RMNZ) | 33                 |

### Certifications
| Région | Certification | Ventes/Streams |
| --- | ------------- | -------------- |
| Belgique (BEA) | Or            | 20 000*        |
| Brésil (ABPD) | Platine       | 40 000*        |
| Espagne (PME) | Or            | 20 000^        |
| Nouvelle-Zélande (RMNZ) | Or            | 15 000*        |
| Royaume-Uni (BPI) | Or            | 400 000‡       |
| *Ventes selon la certification ^Mise en rayon selon la certification xNon précisé par la certification ‡ventes/streaming selon la certification |               |                |

## Historique de sortie
| Région      | Date              | Format                                           | Version           | Label  | Réf               |
| ----------- | ----------------- | ------------------------------------------------ | ----------------- | ------ | ----------------- |
| Divers      | 31 janvier 2020   | - Téléchargement - streaming                     | Original          | Warner | [ 2 ]             |
| Royaume-Uni | 31 janvier 2020   | Diffusion de radio (contemporary hit radio (en)) | Original          | Warner | [ 73 ]            |
| Australie   | 2 février 2020    | Diffusion de radio (contemporary hit radio (en)) | Original          | Warner | [ 74 ]            |
| Italie      | 14 février 2020   | Diffusion de radio (contemporary hit radio (en)) | Original          | Warner | [ 75 ]            |
| Divers      | 18 mars 2020      | - Téléchargement - streaming                     | Hwa Sa remix      | Warner | [ 76 ]            |
| Divers      | 9 avril 2020      | - Téléchargement - streaming                     | Alok remix        | Warner | [ 77 ]            |
| Divers      | 24 avril 2020     | - Téléchargement - streaming                     | Remix EP          | Warner | [ 78 ]            |
| Divers      | 11 septembre 2020 | - Téléchargement - streaming                     | Mark Ronson remix | Warner | [ 4 ]             |
| France      | 2 juillet 2021    | Diffusion de radio (contemporary hit radio)      | Mark Ronson remix | Warner | [réf. nécessaire] |

## Autres interprétations
La chanson a été reprise par les actrices Hayley Law et Asha Bromfield dans le quinzième épisode de la cinquième saison de la série télévisée Riverdale, diffusé en septembre 2021.